# Семь смертных грехов (фильм, 1952)
«Семь смертных грехов» (фр. Les Sept Péchés capitaux) — франко-итальянский киноальманах.

## Сюжет
Фильм состоит из семи новелл. Две на итальянском материале и пять на французском.
На городском празднике организатор аттракциона (Жерар Филип) зазывает публику и демонстрирует ей смертные грехи, о которых и пойдёт речь в новеллах.
1. Жадность и гнев (реж. Эдуардо Де Филиппо)
О жадном домовладельце Альваро, который собрался выгнать из квартиры жильца Эдуардо, не заплатившего вовремя. Альваро теряет при этом кошелёк, а Эдуардо находит его. Надеясь на вознаграждение, он возвращает находку владельцу, а тот, чтобы не платить причитающиеся нашедшему 10 %, заявляет, что из кошелька пропало 15 000. Но не замечает, как в ботинок к Эдуардо с его стола падает дорогая жемчужина стоимостью в 11500.
2. Лень (реж. Жан Древиль)
О небесной канцелярии, руководимой апостолом Петром и заваленной работой из-за чрезмерной активности людей. Жизнь на Земле вошла в бешеный ритм, и смертность молодых людей от несчастных случаев очень возросла. Один из умерших, Мартен Поль Гастон (Луи де Фюнес), даже набрался наглости и раскритиковал работу небесных чиновников. Это стало последней каплей, и апостол Пётр вызвал к себе Лень. Отныне она становится не грехом, a добродетелью, и посылается на землю, чтобы замедлить ритм жизни людей.
3. Похоть (реж. Ив Аллегре)
О красавце-художнике Равила, его возлюбленной мадам Блан и её 13-летней дочери, заявившей, что ждёт от Равила ребёнка.
4. Зависть (реж. Роберто Росселлини)
О художнике, его обожаемой кошке и его молодой жене, завидующей таланту мужа, независимости кошки и красоте натурщицы.
5. Чревоугодие (реж. Карло Рим)
О деревенской паре и докторе, остановившемся у них на ночлег, и предпочитающем хороший ужин красивой хозяйке.
6. Гордыня (реж. Клод Отан-Лара)
О бедной девушке Анн-Мари (Мишель Морган), оставшейся без наследства после смерти отца и презираемой за это бывшими подругами, одна из которых приглашает её на бал, но тут же жалеет об этом. На балу Анн-Мари обвиняют в краже бриллианта, но при обыске её ридикюля находят только сендвичи, которые она собиралась отнести матери.
7. Восьмой смертный грех (реж. Жорж Лакомб)
В конце аттракционист предлагает публике отгадать, что же является восьмым смертным грехом, и рисует следующую картину:
Ночь. Подозрительный квартал. На улице останавливается такси, из которого выходят пожилой священник и молодой матрос. Под осуждающим взглядом таксиста они направляются к одному дому. Дверь им открывает полуобнажённый негр. Они проходят в дом и видят красивую женщину, мужчину в дамской одежде и китайца, сладострастно обнимающего маленькую девочку. Кто эти люди, и зачем они собрались здесь? Через несколько минут все они направляются в другую комнату, где и занимаются тем, зачем пришли — позируют для картины, иллюстрирующей восьмой смертный грех: видеть зло там, где его нет.